# Patalom, Somogy
Patalom  este un sat în districtul Kaposvár, județul Somogy, Ungaria, având o populație de 342 de locuitori (2011). 

## Demografie
Componența etnică a satului Patalom
     Maghiari (95,64%)
     Romi (4,36%)
Componența confesională a satului Patalom
     Romano-catolici (62,28%)
     Fără religie (12,57%)
     Reformați (8,19%)
     Luterani (1,46%)
     Atei (1,46%)
     Necunoscută (14,04%)
Conform recensământului din 2011, satul Patalom avea 342 de locuitori. Din punct de vedere etnic, majoritatea locuitorilor (95,64%) erau maghiari, cu o minoritate de romi (4,36%).  Din punct de vedere confesional, majoritatea locuitorilor (62,28%) erau romano-catolici, existând și minorități de persoane fără religie (12,57%), reformați (8,19%), atei (1,46%) și luterani (1,46%). Pentru 14,04% din locuitori nu este cunoscută apartenența confesională.